# 尾山神社
尾山神社（おやまじんじゃ）は、石川県金沢市にある神社。江戸時代後期から明治時代初期に流行した藩祖を祀った神社のひとつ。主祭神は加賀藩の藩祖前田利家と妻の芳春院（まつ）。旧社格は別格官幣社。神門は重要文化財に指定されている。例祭は利家の命日である4月27日。現在は神社本庁の別表神社である。

## 歴史

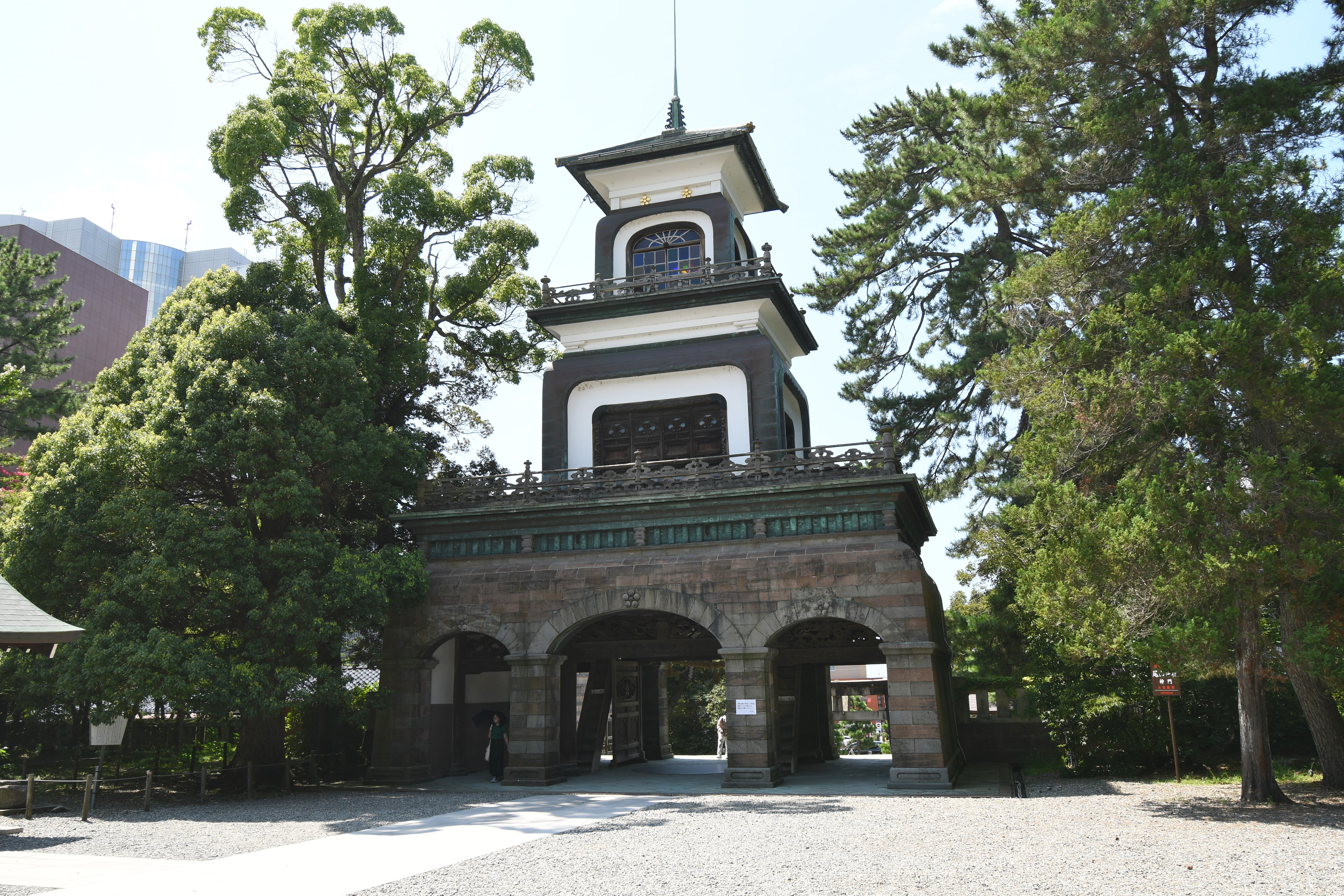
尾山神社神門

境内にある前田利家公像

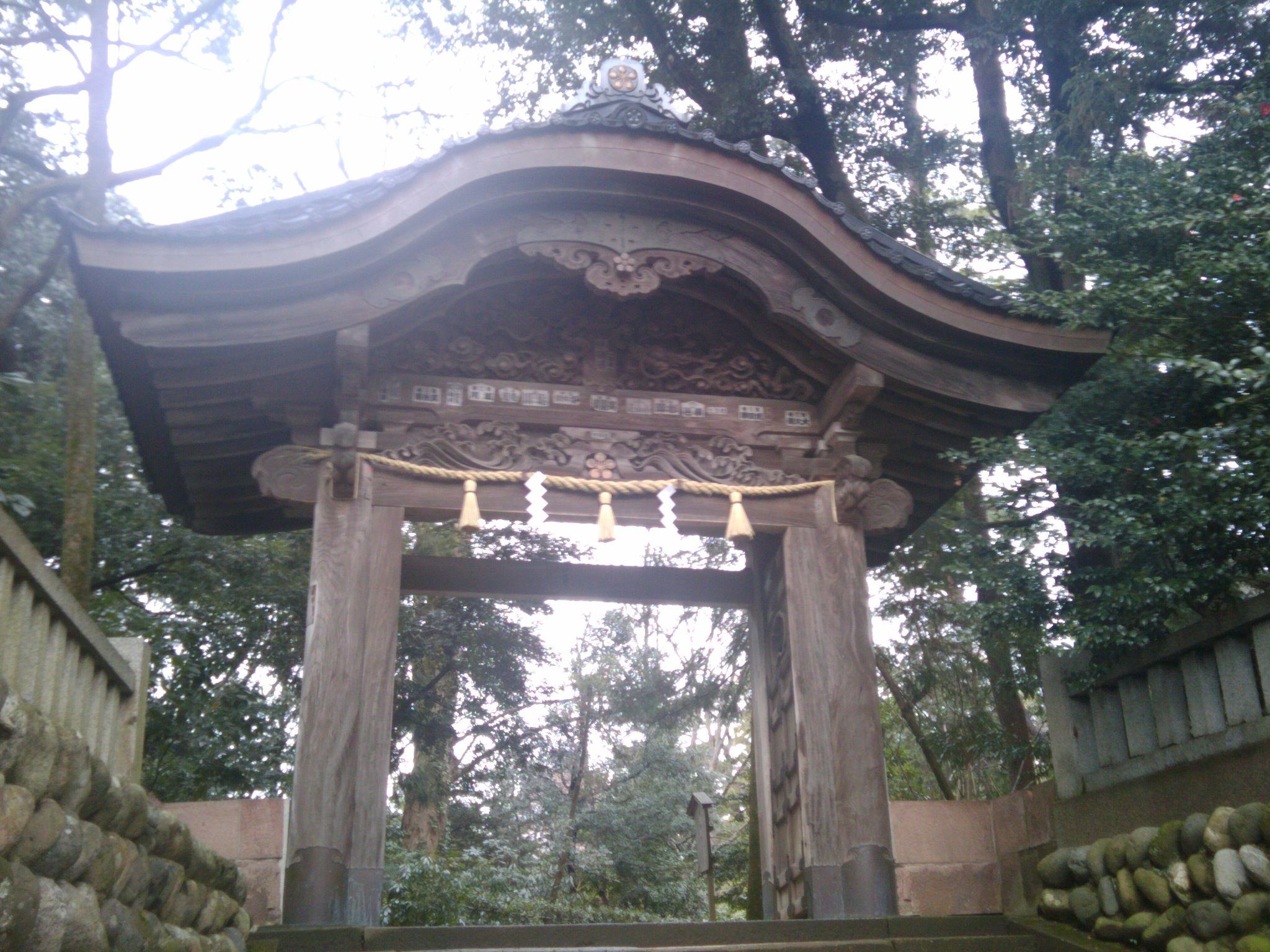
東神門

慶長4年（1599年）に前田利家が没すると、子の前田利長はその霊を祀ろうとしたが、公然と祀るには憚られるところがあった。そのため、越中国射水郡（現・富山県高岡市東海老坂）の式内社・物部八幡宮から八幡神を、越中国氷見郡（現・富山県氷見市阿尾）の榊葉神明宮から天照大神を勧請して金沢城の東に卯辰八幡社を建て、ここに利家を合祀した。だが、この神社も幕末になると藩の財政が乏しくなり荒廃が目立つようになった。
明治時代になって、1872年（明治5年）に教部省出仕加藤里路（元金沢藩の権大属・宣教掛で、のちに尾山神社の社司）と石川県参事桐山純孝が新たに藩祖を祀る神社を建てる計画をすると、旧藩士達が集まって前田土佐守家の前田直信が代表になり、1873年（明治6年）金沢城の金谷出丸にあった金谷御殿の跡地に新たに神社を建立することとなった。元の卯辰八幡社は1878年（明治11年）、宇多須神社となっている。
1873年（明治6年）3月に政府より神社創立許可が出て、同月14日に創建し、社号を尾山神社とした。同月30日に、1871年（明治4年）7月、卯辰山三社の一つである卯辰山天神社（卯辰神邪社、卯辰山天満宮）に一時的に遷座していた神像を尾山神社に遷座した。11月16日にはときの県令内田政風を始めとする官吏が参列して、卯辰八幡社より神霊遷座が行われた。当初、社格は郷社に列格され、翌年に県社に昇格する。この11月には前田家当主前田斉泰の子少教正・大聖寺藩知事前田利鬯（としか）が説教を行っている。
次々と境内施設が整えられていくなか、1875年（明治8年）11月に特徴的な神門が造立されることとなった。この神門は長谷川準也・大塚志良により計画され、長谷川家出入りの大工・津田吉之助（1827年 - 1890年）によって建てられた。1879年（明治12年）7月には前田利長・前田利常が相殿に祀られる。同年9月には歴代藩主を祀る境内摂社として金谷神社が創建された。
1874年（明治7年）3月に石川県中教院が設置された。同年5月1日には中教院神殿の祭神4柱（造化三神・天照大神）の鎮座式が前田利鬯を祭主として県令・県下神職僧侶参列の上で行われた。
1902年（明治35年）4月26日、長年の昇格請願運動が実り、米沢の上杉神社と同時に別格官幣社に昇格している。7月3日から5日には昇格慶賀祭が行なわれた。
本殿と拝殿は1873年（明治6年）に建てたものである。
1998年（平成10年）には芳春院（まつ）が合祀されている。

## 祭神
- 主祭神 - 贈従一位権大納言菅原朝臣利家（前田利家）、芳春院（まつ）
- 相殿 - 贈正二位権大納言菅原朝臣利長（前田利長）、権中納言従三位菅原朝臣利常（前田利常）[4]
- 御利益‐商売繁盛、必勝、文武両道、夫婦円満、子宝安産、災難除け

## 境内
- 本殿 - 1873年（明治6年）建立。右側の玉垣は金沢で最初のレンガ造りの建築物である。
- 拝殿 - 1873年（明治6年）建立。中央の天井と欄間は旧金谷御殿のもの。
- 金谷神社 - 2代藩主前田利長から17代までの藩主、当主とその正室を祀る。
- 東神門

もともとは、金沢城二の丸御殿で使われていた唐門。二の丸御殿はたびたび火事にあっているが、その際この門は一度も燃えなかった。その理由としては、立派な龍の彫刻が施されており、この龍が水を吹いて火災を免れたという伝説がある（作者名は不明）。その後、金沢城は廃城となり、金沢城跡が陸軍の拠点となると、訓練などに支障が出るとして1870年（明治3年）卯辰山招魂社に移築された（なお、この後にも陸軍が二の丸御殿で火事を起こしている）。卯辰山招魂社移転後で戦後の1963年（昭和38年）に当社に移され、裏門として使用されている。
- 神苑

尾山神社が建設される前にこの地にあった金谷御殿の庭に手を加えて今に至る。別名は「楽器の庭」。琴をモチーフにした琴橋や琵琶をイメージした琵琶島など、おもに日本の雅楽で使われる楽器や楽器を演奏するための衣装などをモチーフにした橋や島から成り立つ。　
- 利家公金鯰尾兜の碑 - 金色の鯰尾兜が立っている。
- 前田利家騎馬像
- お松の方（芳春院）像
- 社務所
- 金渓閣 - 結婚式場でもある。囲碁のタイトル戦でも使われることがある。
- 榊葉神明宮 - 祭神：豊受大神[5]
- 少彦社 - 祭神：少彦命
- 稲荷社 - 祭神：宇迦魂命
- 小松神社 - 祭神：権中納言従三位菅原朝臣利常（前田利常）
- 神門

尾山神社神門は、棟梁・津田吉之助の設計施工により1875年（明治8年）11月に完成した。(地元ではオランダ人医師ホルトマンの設計であるとする説が流布しているが、ホルトマン着任以前に津田が最初の計画図を作成している。)洋風建築を模した擬洋風建築の中でも中国風の混入した数少ない例の一つである。1階を木骨煉瓦造石貼付の3連アーチとし、2階・3階を木造漆喰塗りで階を追うごとに小さく作っている。各階の肩が垂直ではなく竜宮城のようにカーブしており、中国南方の寺院の門の作りになっている。屋根には避雷針が設置されているが、これは日本最古の避雷針とされているもので、現在も現役である。オランダ人医師ホルストマンが建設中の神門を見て、北陸が雷が多く、高い建物は雷の被害に遭う可能性があるとして助言したことが始まりとされる。用途は神社の正門であるが、最上階には色ガラス（ギヤマン）がはめられ灯台の役割を果たしていたと伝えられている。実際に昔は、金石や大野などの金沢市の港町からその姿が見えたというが、ビルなどの高層建造物がたくさん建てられた事や空気の透明度が落ちたことなどから現在は見えない。減少した参拝客確保のためにこのような奇抜な神門が建てられた。

## 文化財

### 重要文化財
- 神門[7][8]

### 国登録有形文化財
- 東神門[9]

### 石川県指定名勝
- 神苑

## 祭礼
1891年（明治24年）は前田利家による金沢城修築（天正20年（1592年））より300年目であったため、初代金沢市長稲垣義方らが金沢城修築三百年祭を行なうことを提案し、同年10月11日 - 15日に行なわれた。11日の祭典には、前田利嗣夫妻も出席して執り行われた。祭典費として利嗣は1,000円を寄付している。また天皇は幣帛料20円を下賜している。13日には初めての神輿渡御がかつての前田家行軍式（備押）を模して行なわれた。
1899年（明治32年）は、前田利家の死後300年にあたり、前田家の旧家老八家であった本多政以・横山隆平・長克連らの計画で、前田利家三百年祭（封国祭）が行なわれた。期間は4月27日から5月3日の7日間であった。29日に前田利嗣を祭主に、前田利同を副祭主にして祭祀が執り行われた。石川県知事・志波三九郎が奉幣使として参列した。神輿渡御が1日2日に行われたが、大盛況だったという。
現在毎年6月中旬に行なわれている百万石まつりは1923年（大正12年）より封国祭にあわせて金沢市祭として行なわれるようになった奉祝行事を起源とするもので行なわれている。

## 交通アクセス
- 自動車:北陸自動車道金沢西ICもしくは金沢東ICもしくは金沢森本ICより市外中心部方向へ約15分
- 公共交通機関:JR西日本・IRいしかわ鉄道金沢駅より北陸鉄道または西日本ジェイアールバス「「香林坊」方面行き乗車「南町」バス停下車、徒歩5分。
- レンタサイクル:まちのりの[06]尾山町ポートが設置されている。

## 関連図書
- 安津素彦・梅田義彦編集兼監修者『神道辞典』神社新報社、1968年、18頁
- 白井永二・土岐昌訓編集『神社辞典』東京堂出版、1979年、85頁